# شبکه ملی مرجع
شبکه ملی مرجع (Ordnance Survey National Grid یا به اختصار OSGB) یک سیستم مختصات شبکه‌ای است که برای مکان‌یابی مکان‌ها در بریتانیای کبیر استفاده می‌شود. این سیستم توسط سازمان نقشه‌برداری انگلیس (Ordnance Survey) در سال ۱۹۳۶ توسعه داده شد و جایگزین سیستم شبکه کاسینی شد.

## نحوه عملکرد
OSGB از یک سیستم مختصات مستطیلی استفاده می‌کند که بر اساس دو خط فرضی به نام مبدأ (خط گرینویچ) و محور مرکزی (خطی که از نقطه ۲ درجه غربی گرینویچ عبور می‌کند) بنا شده است. این خطوط بریتانیا را به ۱۰۰ کیلومتر مربع تقسیم می‌کنند که هر کدام با یک کد دو حرفی (مثلاً SP) مشخص می‌شوند.
سپس هر مربع ۱۰۰ کیلومتری به ۱۰۰ مربع ۱ کیلومتری تقسیم می‌شود که هر کدام با یک کد دو رقمی (مثلاً ۵۲) مشخص می‌شوند. در نهایت، هر مربع ۱ کیلومتری به ۱۰۰ مربع ۱۰ متری تقسیم می‌شود که هر کدام با یک کد دو رقمی دیگر (مثلاً ۳۳) مشخص می‌شوند.

## کاربردها
OSGB در طیف گسترده‌ای از کاربردها از جمله موارد زیر استفاده می‌شود:
- نقشه‌برداری: OSGB مبنای تمام نقشه‌های مقیاس بزرگ بریتانیا است.
- ناوبری: OSGB برای ناوبری زمینی، هوایی و دریایی استفاده می‌شود.
- خدمات اورژانس: خدمات اورژانس از OSGB برای مکان‌یابی حوادث و اعزام پرسنل استفاده می‌کنند.
- املاک و مستغلات: OSGB برای توصیف موقعیت ملک و تعیین آدرس استفاده می‌شود.
- برنامه‌ریزی: OSGB برای برنامه‌ریزی شهری و منطقه‌ای استفاده می‌شود.

## مزایا
OSGB مزایای متعددی دارد، از جمله:
- دقت: OSGB یک سیستم مختصات بسیار دقیق است.
- سهولت استفاده: OSGB برای استفاده و درک آسان است.
- پوشش سراسری: OSGB کل بریتانیا را پوشش می‌دهد.
- استانداردسازی: OSGB یک سیستم استاندارد است که توسط سازمان‌ها و افراد مختلف استفاده می‌شود.

### معایب
OSGB معایب کمی دارد، از جمله:
- پیچیدگی: OSGB می‌تواند برای مبتدیان کمی پیچیده باشد.
- وابستگی به مبدأ: OSGB به مبدأ (خط گرینویچ) و محور مرکزی (خطی که از نقطه ۲ درجه غربی گرینویچ عبور می‌کند) وابسته است. این بدان معناست که اگر این خطوط تغییر کنند، سیستم مختصات نیز باید تغییر کند.

## آینده
OSGB یک سیستم مختصات پایدار و قابل اعتماد است که به احتمال زیاد در سال‌های آینده به‌طور گسترده مورد استفاده قرار خواهد گرفت. با این حال، در حال حاضر برخی از بحث‌ها در مورد جایگزینی OSGB با یک سیستم مختصات جهانی‌تر مانند سیستم مرجع جهانی (WGS84) وجود دارد.

### در اینجا چند نمونه از نحوه استفاده از OSGB در زندگی روزمره آورده شده است
- اگر به دنبال آدرس هستید، می‌توانید از کد OSGB برای یافتن مکان آن بر روی نقشه استفاده کنید.
- اگر در حال پیاده‌روی هستید، می‌توانید از کد OSGB برای ردیابی مسیر خود استفاده کنید.
- اگر در حال رانندگی هستید، می‌توانید از کد OSGB برای یافتن مقصد خود استفاده کنید.
- اگر در حال برنامه‌ریزی یک سفر هستید، می‌توانید از کد OSGB برای یافتن هتل‌ها، رستوران‌ها و جاذبه‌های گردشگری استفاده کنید.